# Adysângela Moniz
Adysângela Moniz (Illa de Santiago, 9 de maig de 1987) és una judoca olímpica de Cap Verd. Va competir als Jocs Olímpics d'estiu de 2012 a Londres en la categoria de dones de més de 78 kg. També va ser l'abanderada del seu país, duent la Bandera de Cap Verd durant la cerimònia d'obertura dels jocs.